# Arrest Eelman/Hin
Het arrest Eelman/Hin (HR 11 december 1959, NJ 1960/230) is een uitspraak van de Nederlandse Hoge Raad, die betrekking heeft op een beroep op wilsontbreken (de innerlijke wil correspondeerde niet met de verklaring naar de wederpartij) bij het sluiten van een (koop-)overeenkomst, achteraf gedaan ter aantasting van deze overeenkomst omdat deze zou zijn aangegaan zonder werkelijke toestemming.

## Partijen in de rechtszaak
- Eelman, de verkoper van een boerderij.
- Hin, de koper van die boerderij.

## Wat is er gebeurd?
Dhr. Eelman besluit voorjaar 1954 zijn boerderij op Texel te verkopen. Hij verkoopt de boerderij aan Hin tegen een normale economische prijs. Begin 1955 wordt hij onder curatele gesteld vanwege krankzinnigheid. 
Dan bedenkt Eelman zich en weigert de transportakte te tekenen. Hij beroept zich op artikel 1358 (nu artikel 3:34) van het BW, te weten zijn geestelijke gesteldheid (hij dacht dat het op zijn boerderij spookte) op het moment van de verkoop aan Hin (hij is hierdoor feitelijk onbekwaam): ten tijde van het ondertekenen van het contract en de daaraan voorafgegane besprekingen in het voorjaar 1954 zou hij niet compos mentis zijn geweest, d.w.z. niet in staat zelfstandig zijn wil te bepalen en daarover te verklaren, want ten gevolge van een ziekelijke stoornis van zijn geestvermogens miste hij het besef van inhoud en betekenis van de ondertekening, waardoor de voor een geldige overeenkomst vereiste wilsovereenstemming zou ontbreken.
Hin stelt daarentegen dat hij erop mocht vertrouwen dat Eelman de boerderij zou verkopen (thans artikel 3:35 BW).

## Procesgang
1. Eelman is door de rechtbank en in hoger beroep door het hof veroordeeld tot medewerking aan de levering.
2. Zijn cassatieberoep is door de Hoge Raad verworpen: hij moet inderdaad de boerderij leveren.

## Hoge Raad
De Hoge Raad besloot dat Eelman moet meewerken aan de overdracht van zijn boerderij aan Hin omdat er verschillende omstandigheden moeten worden meegewogen bij een dergelijk beroep op dat artikel 3:34 BW:
- was er sprake van een 'normaal economische' prijs waaronder de overeenkomst werd gesloten?
- was het geestesvermogen van de verkoper daadwerkelijk tijdelijk gestoord?

In dit geval was prijs van de boerderij een normale prijs.